# Aire d'attraction de Lavelanet
L'aire d'attraction de Lavelanet est un zonage d'étude défini par l'Insee pour caractériser l’influence de la commune de Lavelanet sur les communes environnantes. Publiée en octobre 2020, elle se substitue à l'aire urbaine de Lavelanet, qui comportait 4 communes dans le dernier zonage qui remontait à 2010.

## Définition
L’aire d’attraction d'une ville est composée d’un pôle, défini à partir de critères de population et d’emploi ainsi que d’une couronne constituée des communes dont au moins 15 % des actifs travaillent dans le pôle. Le pôle d’attraction constitue ainsi un point de convergence des déplacements domicile-travail,.

## Type et composition
L’aire d'attraction de Lavelanet est une aire intra-départementale qui comporte 28 communes en Ariège.
Elle est catégorisée dans les aires de moins de 50 000 habitants, une catégorie qui regroupe 16,6 % de la population d'Occitanie et 12,2 % au niveau national.

### Carte

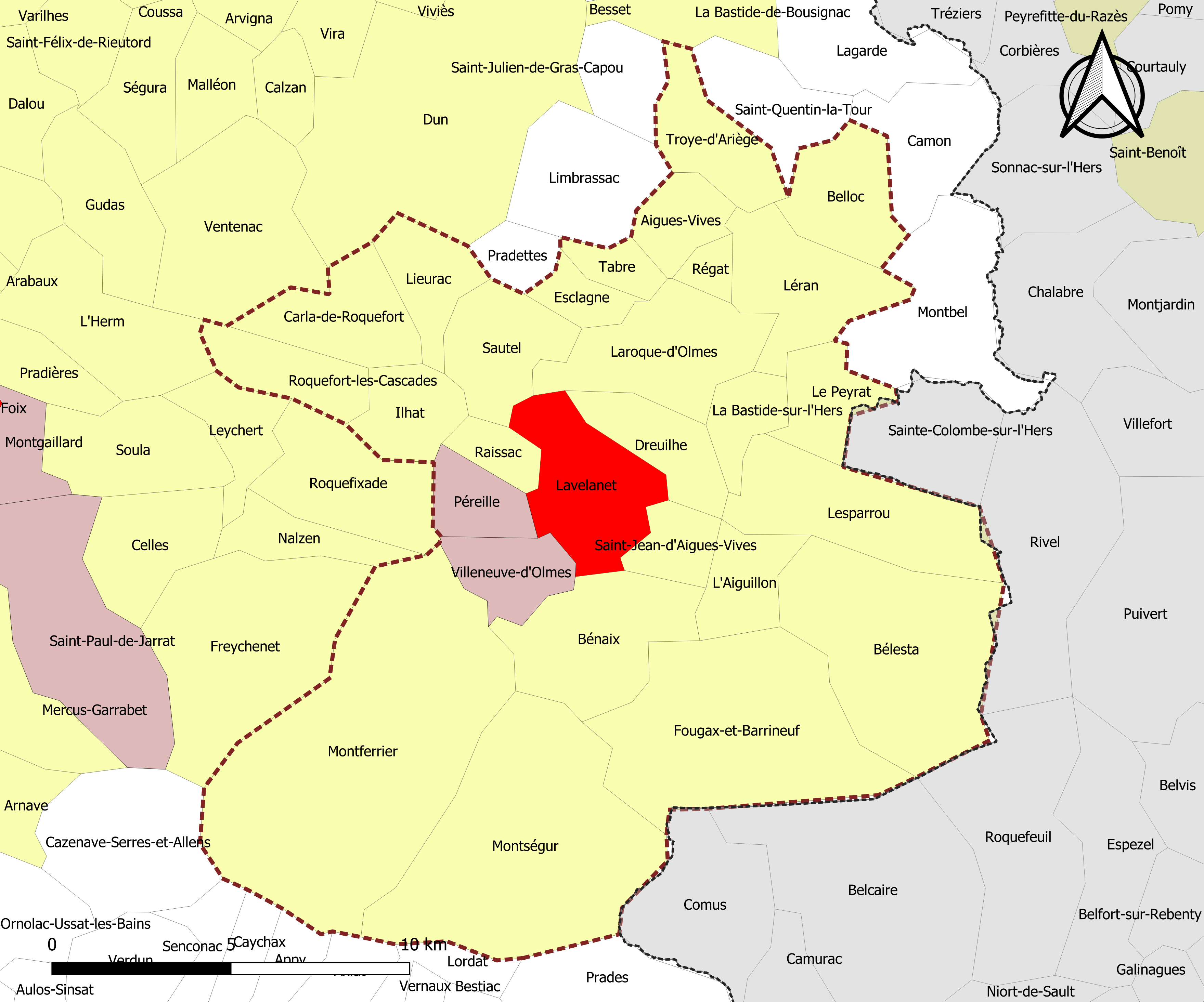
Carte de l'aire d'attraction de Lavelanet.
Commune-centre
Commune du pôle principal
Commune de la couronne

### Composition communale
| Nom                        | Code Insee | Département | Statut                    | Superficie (km2) | Population (dernière pop. légale) | Densité (hab./km2) | Modifier                                    |
| -------------------------- | ---------- | ----------- | ------------------------- | ---------------- | --------------------------------- | ------------------ | ------------------------------------------- |
| Lavelanet (commune-centre) | 09160      | Ariège      | commune-centre            | 12,57            | 6 018 (2022)                      | 479                | modifier les données · modifier les données |
| Péreille                   | 09227      | Ariège      | commune du pôle principal | 5,36             | 186 (2022)                        | 35                 | modifier les données · modifier les données |
| Villeneuve-d'Olmes         | 09336      | Ariège      | commune du pôle principal | 5,92             | 962 (2022)                        | 163                | modifier les données · modifier les données |
| Aigues-Vives               | 09002      | Ariège      | commune de la couronne    | 5,16             | 631 (2022)                        | 122                | modifier les données · modifier les données |
| L'Aiguillon                | 09003      | Ariège      | commune de la couronne    | 6,37             | 375 (2022)                        | 59                 | modifier les données · modifier les données |
| La Bastide-sur-l'Hers      | 09043      | Ariège      | commune de la couronne    | 4,77             | 676 (2022)                        | 142                | modifier les données · modifier les données |
| Bélesta                    | 09047      | Ariège      | commune de la couronne    | 26,94            | 1 085 (2022)                      | 40                 | modifier les données · modifier les données |
| Belloc                     | 09048      | Ariège      | commune de la couronne    | 9,54             | 84 (2022)                         | 8,8                | modifier les données · modifier les données |
| Bénaix                     | 09051      | Ariège      | commune de la couronne    | 14,68            | 151 (2022)                        | 10                 | modifier les données · modifier les données |
| Carla-de-Roquefort         | 09080      | Ariège      | commune de la couronne    | 9,34             | 166 (2022)                        | 18                 | modifier les données · modifier les données |
| Dreuilhe                   | 09106      | Ariège      | commune de la couronne    | 6,93             | 363 (2022)                        | 52                 | modifier les données · modifier les données |
| Esclagne                   | 09115      | Ariège      | commune de la couronne    | 3,52             | 121 (2022)                        | 34                 | modifier les données · modifier les données |
| Fougax-et-Barrineuf        | 09125      | Ariège      | commune de la couronne    | 31,48            | 430 (2022)                        | 14                 | modifier les données · modifier les données |
| Ilhat                      | 09142      | Ariège      | commune de la couronne    | 6,89             | 124 (2022)                        | 18                 | modifier les données · modifier les données |
| Laroque-d'Olmes            | 09157      | Ariège      | commune de la couronne    | 14,36            | 2 414 (2022)                      | 168                | modifier les données · modifier les données |
| Léran                      | 09161      | Ariège      | commune de la couronne    | 11,92            | 616 (2022)                        | 52                 | modifier les données · modifier les données |
| Lesparrou                  | 09165      | Ariège      | commune de la couronne    | 16,09            | 233 (2022)                        | 14                 | modifier les données · modifier les données |
| Lieurac                    | 09168      | Ariège      | commune de la couronne    | 6,42             | 180 (2022)                        | 28                 | modifier les données · modifier les données |
| Montferrier                | 09206      | Ariège      | commune de la couronne    | 51,79            | 544 (2022)                        | 11                 | modifier les données · modifier les données |
| Montségur                  | 09211      | Ariège      | commune de la couronne    | 37,16            | 116 (2022)                        | 3,1                | modifier les données · modifier les données |
| Le Peyrat                  | 09229      | Ariège      | commune de la couronne    | 6,13             | 496 (2022)                        | 81                 | modifier les données · modifier les données |
| Raissac                    | 09242      | Ariège      | commune de la couronne    | 3,84             | 49 (2022)                         | 13                 | modifier les données · modifier les données |
| Régat                      | 09243      | Ariège      | commune de la couronne    | 2,16             | 94 (2022)                         | 44                 | modifier les données · modifier les données |
| Roquefort-les-Cascades     | 09250      | Ariège      | commune de la couronne    | 7,08             | 83 (2022)                         | 12                 | modifier les données · modifier les données |
| Saint-Jean-d'Aigues-Vives  | 09262      | Ariège      | commune de la couronne    | 4,52             | 370 (2022)                        | 82                 | modifier les données · modifier les données |
| Sautel                     | 09281      | Ariège      | commune de la couronne    | 9,13             | 127 (2022)                        | 14                 | modifier les données · modifier les données |
| Tabre                      | 09305      | Ariège      | commune de la couronne    | 2,83             | 342 (2022)                        | 121                | modifier les données · modifier les données |
| Troye-d'Ariège             | 09316      | Ariège      | commune de la couronne    | 8,15             | 110 (2022)                        | 13                 | modifier les données · modifier les données |